# Де Соуза Баррето, Уоллес Ян
Уоллес Ян Де Соуза Баррето (порт. Wallace Yan de Souza Barreto, также известный как Уоллес Ян порт. Wallace Yan; род. 8 февраля 2005, Рио-де-Жанейро) — бразильский футболист, нападающий клуба «Фламенго».

## Клубная карьера
Уоллес Ян родился в Рио-де-Жанейро и начал свою карьеру в клубе «Ферровиария», но в июне 2022 года был отдан в аренду «Фламенго». Позднее, в феврале 2023 года, он подписал с клубом контракт на постоянной основе и помог команде до 20 лет выиграть молодёжный Кубок Либертадорес 2024 года (став лучшим бомбардиром турнира) и молодёжный Межконтинентальный кубок 2024 года.
Профессиональный дебют 27 января 2024 года, выйдя на замену вместо Петтерсона в гостевом матче чемпионата Кариока против «Португезы» (0:0). Его дебют в Серии А состоялся 22 сентября, когда он заменил Лоррана в гостевом проигрышном матче против «Гремио» (2:3). Уоллес Ян забил третий гол в победном матче «Фламенго» над английским клубом «Челси» (3:1) во втором матче группового этапа Клубного чемпионата мира 2025 года.

## Карьера за сборную
В июне 2024 года Уоллес Ян был вызван в сборную Бразилии (до 20 лет) на период тренировок.

## Статистика
| Клуб       | Сезон      | Лига       | Лига  | Лига | Лига штата | Лига штата | Кубок | Кубок | Континент | Континент | Другое | Другое | Итог  | Итог |
| Клуб       | Сезон      | Дивизион   | Матчи | Голы | Матчи      | Голы       | Матчи | Голы  | Матчи     | Голы      | Матчи  | Голы   | Матчи | Голы |
| ---------- | ---------- | ---------- | ----- | ---- | ---------- | ---------- | ----- | ----- | --------- | --------- | ------ | ------ | ----- | ---- |
| Фламенго   | 2024       | Серия A    | 1     | 0    | 1          | 0          | 0     | 0     | 0         | 0         | —      | —      | 2     | 0    |
| Фламенго   | 2025       | Серия A    | 1     | 0    | 7          | 4          | 0     | 0     | 0         | 0         | —      | —      | 8     | 4    |
| Общий итог | Общий итог | Общий итог | 2     | 0    | 8          | 4          | 0     | 0     | 0         | 0         | 0      | 0      | 10    | 4    |

## Достижения
- Обладатель Кубка Бразилии: 2024
- Обладатель Суперкубка Бразилии: 2025
- Чемпион Кариоки: 2024, 2025